# ژان سوم

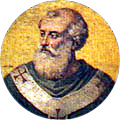

پاپ ژان سوم (به انگلیسی: Pope John III) یکی از پاپ‌های کلیسای کاتولیک رم بود که بین سال‌های ۵۶۱ تا ۵۷۴ میلادی پاپ بود.